# Glossadelphus ogatae
Glossadelphus ogatae là một loài Rêu trong họ Hypnaceae. Loài này được Broth. & Yasuda mô tả khoa học đầu tiên năm 1926.